# Nossa Senhora de Luján

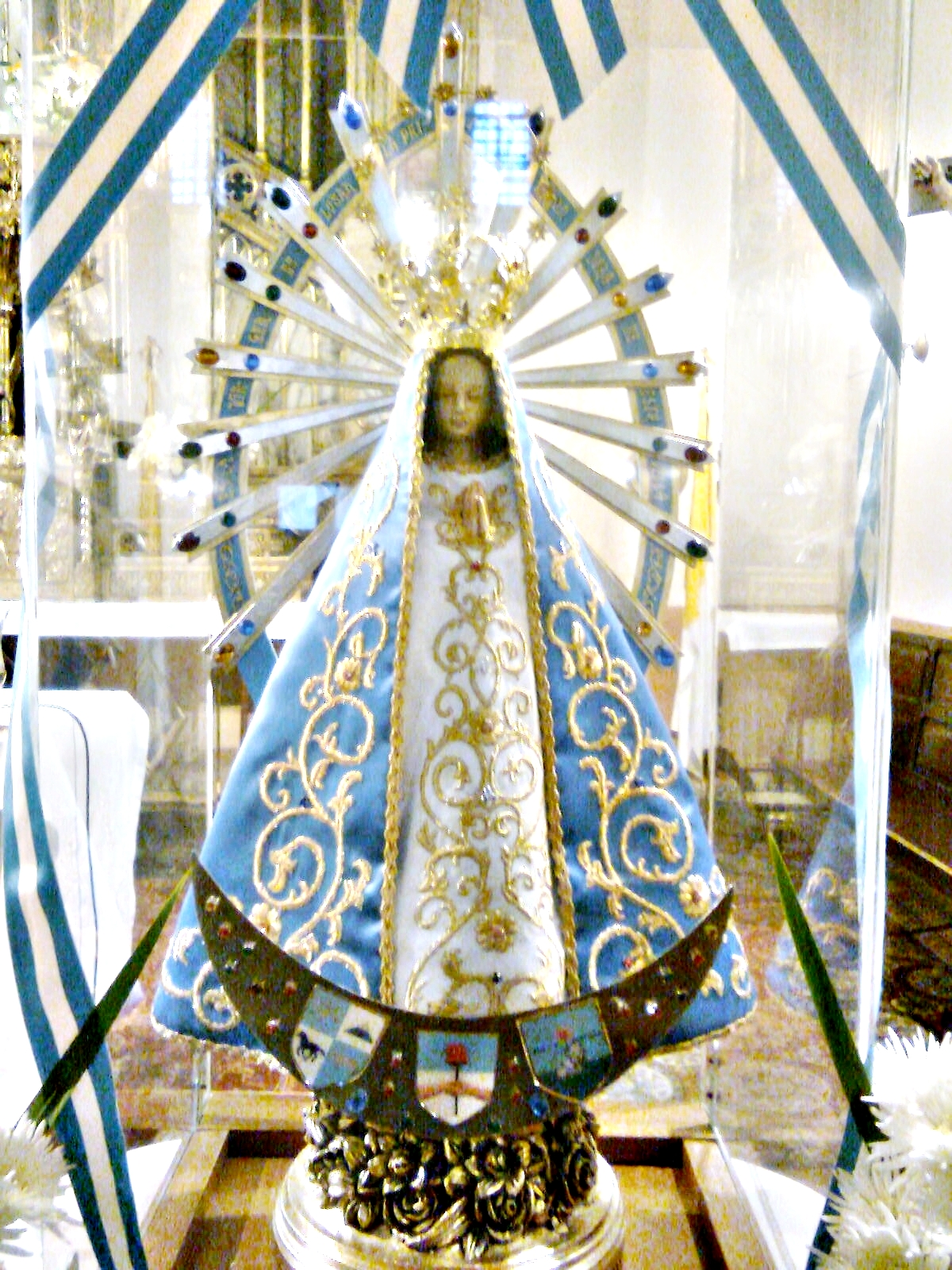
Réplica da imagem de Nossa Senhora de Luján.

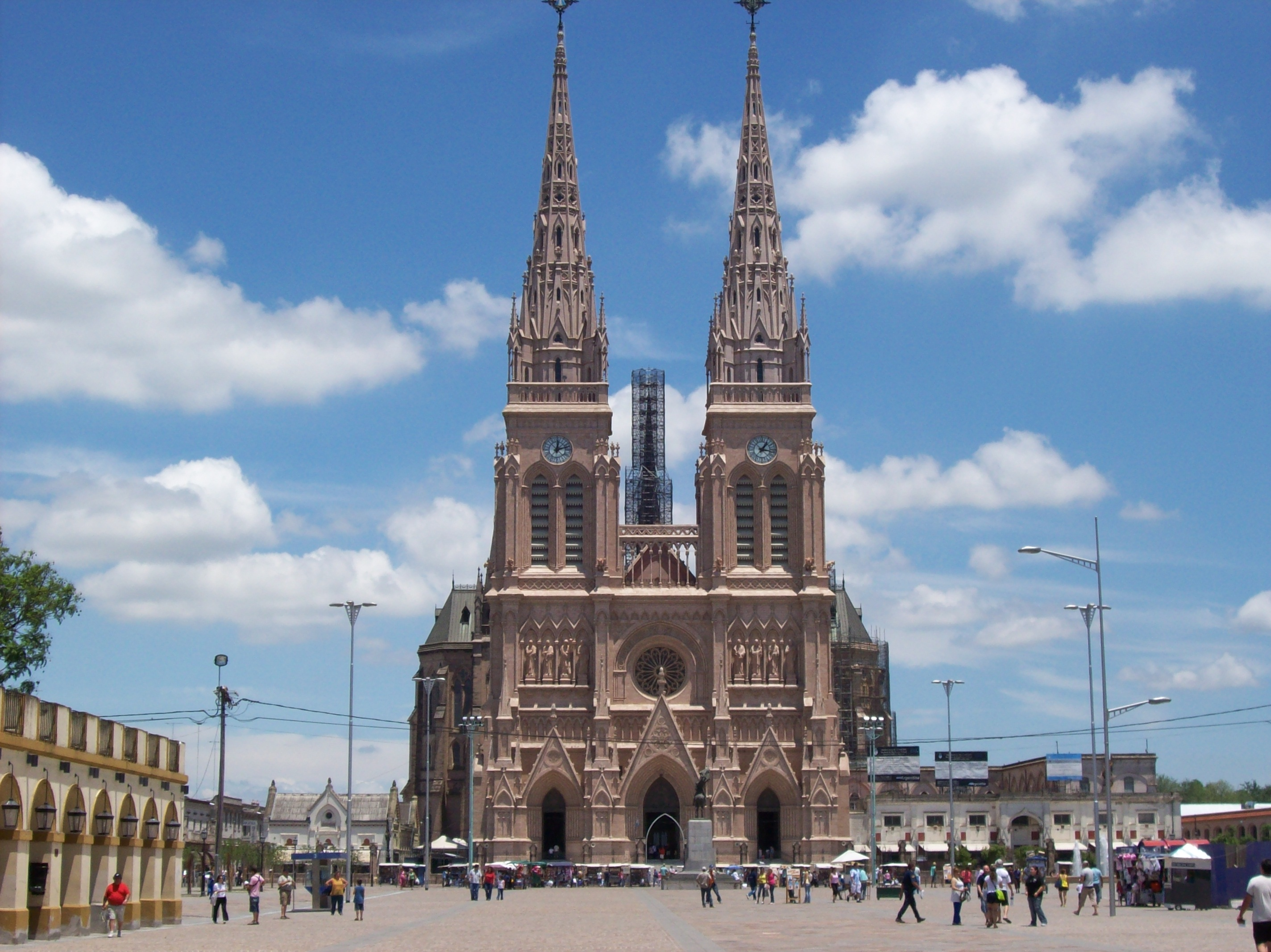
Basílica de Nossa Senhora de Lujan, Província de Buenos Aires

A Virgem de Lujan (em espanhol Virgen de Luján ou Nuestra Señora de Luján)  ou Nossa Senhora de Lujan, é um dos muitos títulos da Virgem Maria no catolicismo. É a padroeira da Argentina.

## História
Em maio de 1630, a imagem da Virgem de Lujan vinha a Argentina a partir de Pernambuco, Brasil. Antonio Farias Sá, era um fazendeiro criado em Santiago del Estero e queria construir em seu lugar uma capela para a Virgem. Este homem trazia do Brasil, duas imagens que representavam, a Imaculada Conceição e Nossa Senhora da Consolação. A caravana, se deteve ao longo do Rio Lujan, a 67 km de Buenos Aires. No outro dia, iriam continuar a viagem pela estrada, mas a carroça transportando a imagem não se movia, eles tentaram de todas as maneiras possíveis andar com a carroça, baixaram a mercadoria, colocaram mais bois, mas foi inútil.
Os carroceiros retiraram a imagem da Virgem da Consolação, e não se moveu a carroça, retiraram a outra imagem, da Imaculada Conceição, e a carroça passou normalmente. Nesse instante os homens perceberam que algo de milagroso estava acontecendo. Vendo que a Virgem não queria deixar o local foram para a casa mais próxima.
A família emocionou-se ao ver a imagem e colocaram-na em sua casa, a notícia correu toda a região, e até chegou em Buenos Aires. Dom Rosendo construiu uma pequena capela, entre as gramíneas dos pampas, neste local a Virgem permaneceu intacta de 1630 a 1674. A outra imagem seguiu normalmente, até Sumampa, onde hoje tem um Santuário dedicado a Virgem de Sumampa. O local da Capela da Virgem de Lujan se tornou povoado com os devotos da Virgem. Assim, o espaço tornou-se uma vila que foi denominada Povo de Nossa Senhora de Lujan, em 1755 ela foi premiada com o título de vila. A devoção à Virgem foi crescendo ano após ano, o mesmo com os milagres e, em 23 de outubro de 1730, foi nomeada freguesia de Lujan.
Padre Salvaire, em 1886, apresentou ao papa Leão XIII, o pedido dos bispos e dos fiéis argentinos para a coroação da Virgem, o pontífice abençoou a coroação e institui missa e dia para as festividades da Virgem, foi instituído, no sábado e a Coroação foi realizada em 8 de Maio de 1887.

## Peregrinações
A cada 8 de Maio, milhares de peregrinos marcham a pé em direção à Basilica de Lujan em Buenos Aires. Ela começa a partir do Santuário de São Caetano, no bairro de Liniers. A primeira peregrinação de Lujan foi realizado em Maio de 1975.